# مؤامرة قنابل مدينة نيويورك عام 1973

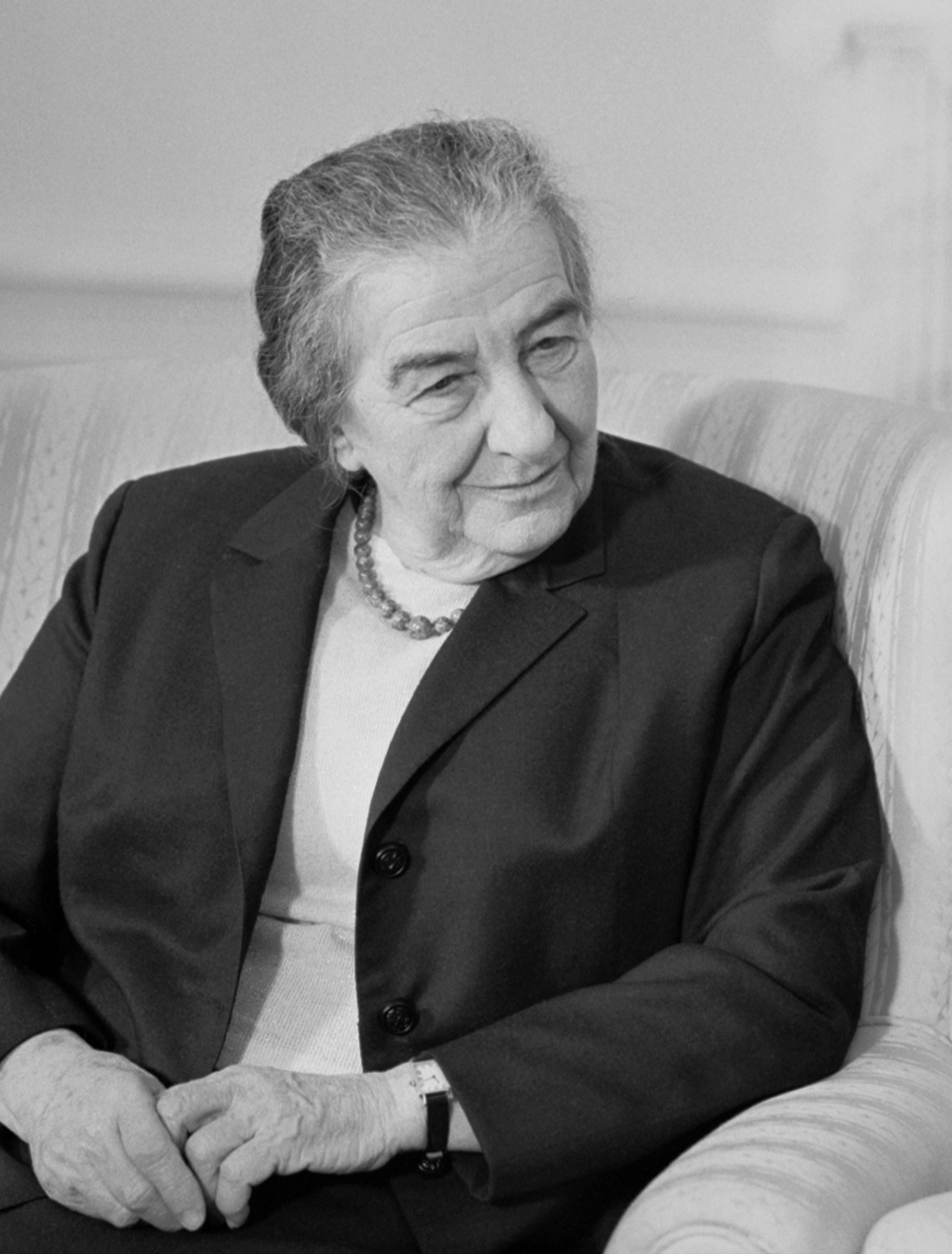
جولدا مئير، رئيسة الوزراء الإسرائيلية.

مؤامرة قنابل مدينة نيويورك عام 1973 كانت خطة دبرتها منظمة أيلول الأسود الفلسطينية المسلحة لتفجير ثلاث سيارات مفخخة في مدينة نيويورك في نفس وقت وصول رئيسة الوزراء الإسرائيلية جولدا مائير هناك في مارس 1973. وقد فشلت محاولات التفجير، ولكن لم يتم القبض على المشتبه به الرئيسي، خالد دوهام الجواري، حتى يناير 1991. وقد كانت هذه المحاولة هي الأولى من نوعها لمنظمة أيلول الأسود داخل الولايات المتحدة.

## الخلفية
تشكلت منظمة أيلول الأسود عام 1970، بعد أحداث أيلول الأسود التي وقعت بين منظمة التحرير الفلسطينية والنظام في الأردن في هذا العام. وفي سبتمبر 1972، جذبت هذه المنظمة انتباه العالم إليها بعد قتل 11 رياضيًا ومدربًا إسرائيليًا في دورة ألالعاب الأولمبية الصيفية لسنة 1972 في مدينة ميونخ. وسرعان ما ردت إسرائيل على تلك المذبحة عملية غضب الله. وفي أوائل شهر مارس عام 1973، هاجمت المنظمة السفارة السعودية في الخرطوم، وأسفر هذا الهجوم عن مقتل السفير الأمريكي ونائب رئيس البعثة، فضلاً عن البلجيكي القائم بالأعمال.

## المؤامرة

### التخطيط
في 12 يناير 1973، تم وصف خالد دوهام الجواري في مذكرة ضبط فيدرالية بأنه عراقي يبلغ من العمر 27 عامًا له صلة بمنظمة أيلول الأسود، ولكنه يصف نفسه بأنه فلسطيني نشأ في الأردن وسافر عبر مونتريال إلى بوسطن ثم إلى مدينة نيويورك. وفي 17 يناير، أجرى مكتب التحقيقات الفيدرالي، بناءً على معلومات وردت في تل أبيب تحقيقًا مع الجواري حول أنشطته. ادعى الجواري أنه مشترك في تدريب على الطيران في مطار تيتربورو، وسيأخذ إجازة لمدة شهر ليصبح طيارًا تجاريًا في الشرق الأوسط. خلال فترة وجوده في نيويورك، أصبح الجواري على علاقة ودية مع امرأة اسمها كارول، واستخدم الرحلات إلى مانهاتن مع ابنها، تود، من أجل استكشاف الأهداف دون إثارة الشكوك.

### السيارات المفخخة
بعد أيام فقط من عمليات القتل في الخرطوم، في 4 مارس 1973 تقريبًا، استخدم الجواري ثلاث سيارات مستأجرة محملة بالمتفجرات ووضعها عند أهداف إسرائيلية مختلفة بالمدينة؛ واحدة عند الشارع الخامس والشارع 47 عند بنك إسرائيل فرست وشركة ترست، وأخرى عند الشارع الخامس والشارع 43 عند بنك إسرائيل ديسكاونت، والثالثة عند محطة بضائع شركة إل عال الإسرائيلية مطار جون إف كينيدي الدولي.
كانت القنابل عبارة عن بنزين، وعبوات بروبان، وسمتكس، وكذلك بطاريات وكبسولات تفجير. كان في السيارتين اللتين كانتا بالشارع الخامس ساعات منبهة لتوقيت التفجير، بينما استخدمت السيارة التي عند مطار جون إف كينيدي الدولي موقتًا إلكترونيًا متقدمًا يعرف بـ «الخلية الإلكترونية». وبالإضافة إلى المتفجرات، وضع أحدهم دعاية لمنظمة أيلول الأسود في السيارات، وأخفاها في صحف باللغة العبرية.
وفقًا لوكيل فيدرالي في ذلك الوقت، كان من المفترض أن تنفجر القنابل في ظهر يوم 4 مارس مع وصول رئيسة الوزراء، جولدا مائير، إلى المدينة. ومع ذلك، لم تنفجر القنابل، وأرجع مكتب التحقيقات الفيدرالي في ذلك الوقت الفشل إلى «خطأ في نظام الدوائر».

## الاكتشاف
وفقًا لتحقيق نشرته وكالة أسوشيتد برس عام 2009، فإن وكالة الأمن القومي اعترضت رسالة مشفرة أرسلت من الاتصالات الدبلوماسية العراقية الرسمية في الولايات المتحدة إلى وزارة الخارجية العراقية في بغداد (ثم إلى منظمة التحرير الفلسطينية)، والتي كشفت عن المؤامرة ومواقع القنابل. وفي الساعة 15:7 مساءً يوم 6 مارس، بدأ مسؤولون من مكتب التحقيقات الفيدرالي وشرطة نيويورك البحث عن السيارات المفخخة. وتم العثور على السيارات الثلاث: تم سحب السيارتين اللتين كانتا بالشارع الخامس وحجزهما في ممر 56 يوم 5 مارس، واكتشفت فيما بعد يوم 7 مارس عن طريق وكالة الإيجار،  في حين تم العثور على السيارة التي كانت عند المطار في الصباح الباكر يوم 7 مارس وتم تعطيلها بواسطة تيرنس ماكتيغو، في شرطة مكافحة القنابل التابعة لشرطة نيويورك.
وفقًا لمكتب التحقيقات الفيدرالي، تسبب تفجير واحدة من القنابل على يد الشرطة في إحداث كرة من اللهب بارتفاع من 50 إلى 75 قدمًا وعرض 25 قدمًا، مخلفة وراءها منطقة وفيات محتملة من 100 ياردة كان من الممكن أن تقتل المئات. وسرعان ما أصدر المكتب مذكرة بالقبض على المشتبه به الرئيسي، الجواري، ولكن صرح أيضًا علناً في ذلك الوقت أنه «يمكن أن تكون عملية التفجير تلك مهمة صعبة جدًا على رجل واحد».

## النتائج المترتبة
في أعقاب الهجوم الفاشل، أجرى مكتب التحقيقات الفيدرالي تحقيقًا شاملاً للقضية، التي تحمل الاسم الرمزي تراي بومب (التفجيرات الثلاثية). وقد اشترك فيه ثلاثمائة وكيل بالمكتب، وحصّلوا 60 بصمة أصابع تم التعرف على أنها للجواري، وأجروا المئات من الاستجوابات. وعلى الرغم من إصدار مذكرة على الفور بإلقاء القبض على الجواري، إلا أنه تمكن من الهروب من البلاد، ولكن في عام 1991، بينما كان مسافرًا جوًا من العراق إلى تونس لحضور جنازة أبو إياد، تم اعتقاله في روما لاستخدام جواز سفر أردني زائف. وبعد بضعة أشهر سلمته السلطات الإيطالية إلى مكتب التحقيقات الفيدرالي، الذي قام بترحيله بالطائرة للمثول للمحاكمة في بروكلين. وفي أبريل 1993، حكم عليه بالسجن لمدة 30 عامًا. وأطلق سراح الجواري من السجن الفيدرالي بالولايات المتحدة في 19 فبراير 2009، وتم تسليمه إلى مسؤولي الهجرة في الولايات المتحدة.